# Barra (ort i Brasilien, Bahia, Barra, lat -11,09, long -43,14)
Barra är en ort i Brasilien.   Den ligger i kommunen Barra och delstaten Bahia, i den östra delen av landet, 700 km nordost om huvudstaden Brasília. Barra ligger 411 meter över havet och antalet invånare är 20 894.
Terrängen runt Barra är mycket platt. Det finns inga andra samhällen i närheten.
Omgivningarna runt Barra är en mosaik av jordbruksmark och naturlig växtlighet. Trakten runt Barra är nära nog obefolkad, med mindre än två invånare per kvadratkilometer.